# Svärta
Den här artikeln handlar om fågeln svärta. Se också Svärta (olika betydelser).
Svärta (Melanitta fusca) är en mörk andfågel med utbredning i Skandinavien och västra Ryssland. Tidigare inkorporerades de båda arterna sibirisk och amerikansk knölsvärta i svärtan, men dessa anses numera utgöra egna arter. Svärtan betraktas som hotad, både globalt och även lokalt i Sverige.

## Utseende och läte

### Utseende
Svärtan är en relativt stor och kraftig andfågel som mäter 48–56 centimeter. Halsen är relativt tjock vid basen och näbben är kilformad och grov. Jämfört med sjöorren bildar den sällan lika stora och sammanhållna flockar. Olikt sjöorren dyker den utan ett hopp och med vingarna redan öppnade.
Den adulta hanen är helt svart med en vit fläck under ögat och orangegult fält på sidan av den mörka näbben. Honans fjäderdräkt är brun med en ljus fläck mellan ögonen och näbben, ofta också en ljus kindfläck. De ljusa armpennorna skapar en vit vingspegel på vingovansidan hos bägge könen som ofta även syns på simmande fågel.

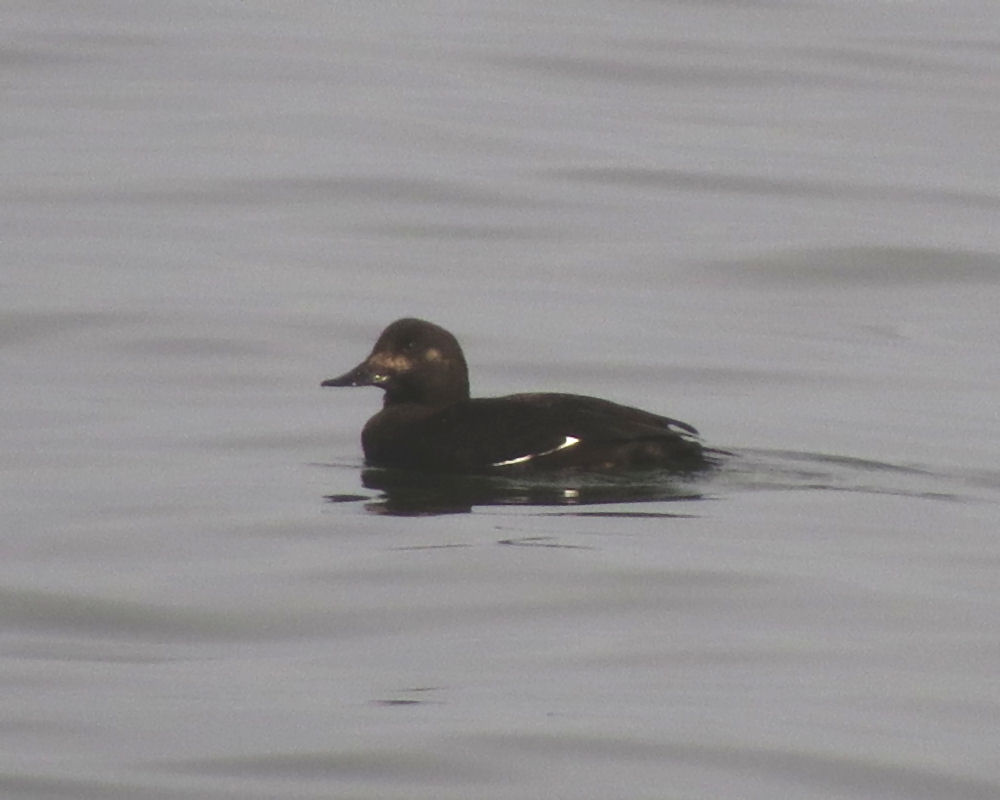
Hona svärta.

Arten skiljer sig från de båda knölsvärtorna (amerikansk och sibirisk) som tidigare behandlades som underarter till svärtan genom en påtaglig kantig knöl på näbben hos hanen. Vidare har hanen mer skär och orangeröd snarare än gul näbbspets och ögonfläcken kröker upp bakom ögat. Honan skiljer sig något i näbb- och huvudform, men det är svårt att se i fält.

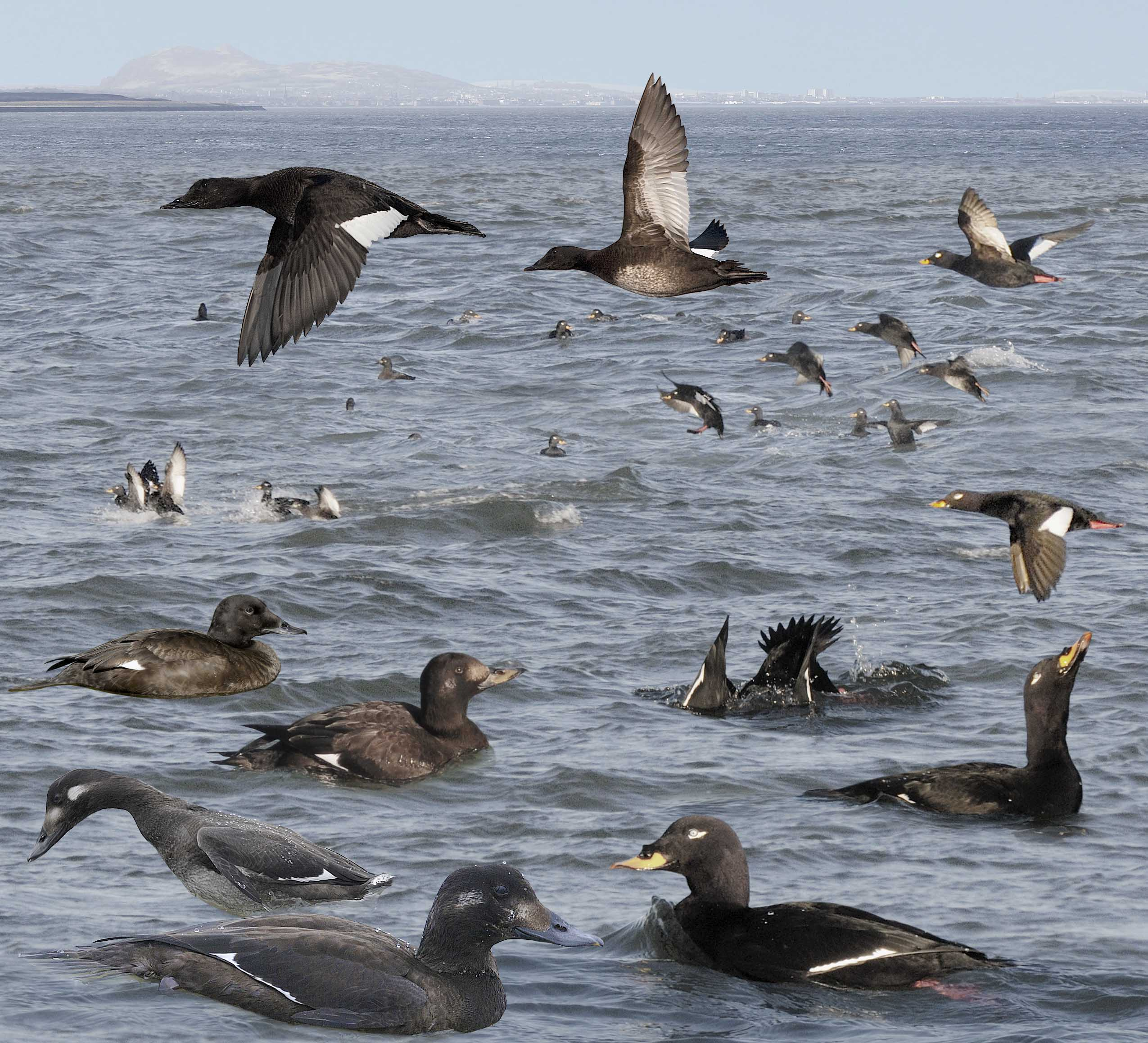
Kollage med bilder av svärta.

### Läte
Svärtan är mestadels tystlåten. Hanen har ett sällan hört, nasalt "aah-ör" som spelläte. Honan kan höras yttra ett skrovligt "braa-ah... braa-ah... braa-ah...".

## Utbredning och systematik

### Utbredning
Svärtan häckar från Skandinavien, genom norra Europeiska Ryssland och österut till ungefär Khatangabukten. I Skandinavien häckar den i Skanderna och utmed Norges norra kust och vidare i Lapplands fjällsjöar, i norra och nordöstra Finland, längs nästan hela Sveriges och Finlands Östersjökust och söderut till Estland. Den häckar även på Öland och i Åländska arkipelagen. 
I västra Ryssland är dess utbredning främst mycket nordlig men längre österut sträcker sig utbredningsområdet söderut till norra Kazakstan och Mongoliet. Den östliga utbredning sträcker sig ungefär till Khatangabukten och floden Lena. Det finns även ett litet utbredningsområde på ett antal lokaler i östra Turkiet och Georgien.
Den övervintrar utmed Europas kuster från norra Norge och söderut till norra Spanien, utmed Storbritanniens östkust, i södra Östersjön, på ett antal lokaler utmed Europas medelhavskust och vidare i ett område som sträcker sig från Österrike till Svarta havets sydostkust, och i ett område vid södra Kaspiska havet.

### Systematik
Svärtan, amerikansk knölsvärta (Melanitta deglandi) och sibirisk knölsvärta (M. stejnegeri) beskrevs från början alla tre som egna arter, men fördes ihop till en enda i början av 1900-talet, under fusca, efter Dwight (1914) och Hartert (1920). De tre taxonen går dock att skilja åt i alla åldrar och kön genom dräktskillnader, näbbens färg och form samt huvudform. Hybridisering mellan de tre taxonen är okänd, vilket är ovanligt bland andfåglar, och det förekommer inte klinala variationer. På grund av detta delade Sveriges ornitologiska förenings taxonomiska kommitté upp svärtan som en art och de båda knölsvärtorna, med underarterna deglandi och stejnegeri som en art i januari 2007. I mars 2019 delades även de båda knölsvärtorna upp som var sin art: amerikansk och sibirisk knölsvärta. Denna linje följs idag av flera stora taxonomiska auktoriteter som International Ornithological Congress (IOC) och Clements et al.

## Ekologi
Svärtan häckar senare på året än andra sjöfåglar. Honan lägger åtta till 14 ägg som är gulvita. Boet byggs på marken vid sjöar, floder eller havskuster. Svärtans föda utgörs av kräftdjur och blötdjur.

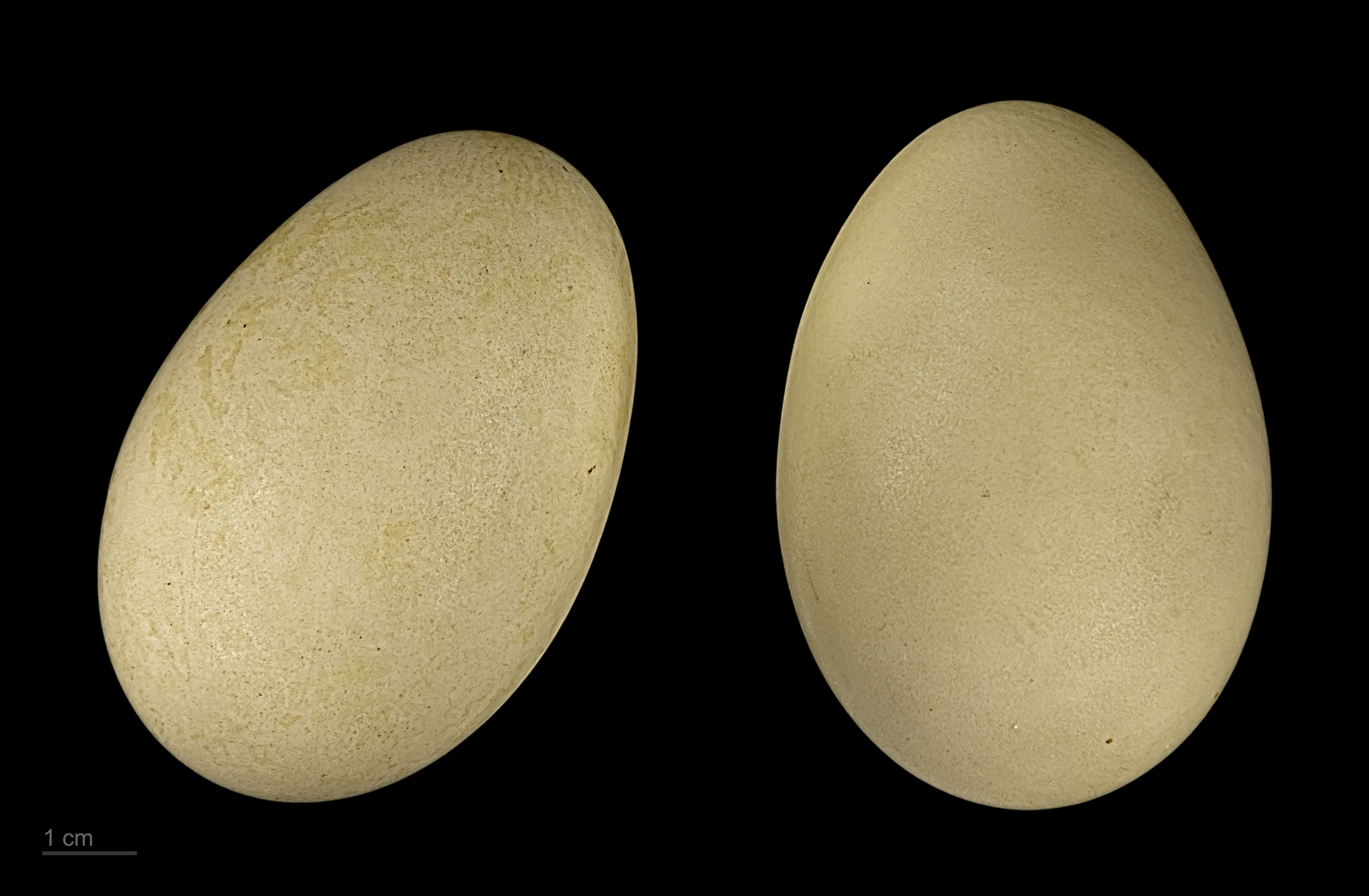
Ägg av svärta (museispecimen).

### Status och hot
Svärtans världspopulation uppskattades 2020 till mellan 210 000 och 400 000 individer. Den tros ha minskat relativt kraftigt på senare tid, varför internationella naturvårdsunionen IUCN 2012 placerade arten i hotkategorin starkt hotad. Denna minskning verkar dock ha bromsats in. Sedan 2015 för IUCN därför svärtan istället till kategorin sårbar. Kunskapen är begränsad kring varför arten minskar.

#### Status i Sverige
Även i Sverige minskar svärtan kraftigt, de senaste tre generationerna (21 åren) med en tredjedel. Från att ha varit mycket allmän i skärgårdarna på svenska ostkusten gick den tillbaka under 1950- och 1960-talen, och denna trend har fortsatt. I Stockholms och Östergötlands skärgård har den minskat med hela 70–90 %. Utefter Norrlandskusten verkar den inte minska lika kraftigt och från Norra Kvarken rapporteras ökande bestånd. Totalt tyder inventeringar längs ostkusten på en beståndsminskning med 50–60 % de senaste 10–25 åren. Svärtan kräver klart vatten för näringssök och missgynnas därför av Östersjöns eutrofiering. Även ökad dödlighet hos ungar på grund av båtturism, predation från mink, oljeutsläpp och eventuell tiaminbrist kan också ligga bakom. Det svenska beståndet uppskattas idag till mellan 12 200 och 16 200 häckande individer. Svärtan är sedan 2020 uppförd på ArtDatabankens rödlista, som sårbar.

## Taxonomi och namn
Svärtan beskrevs vetenskapligt som art första gången av Carl von Linné i hans tionde upplaga av Systema naturae från 1758. Artnamnet ’’fusca betyder ”sotfärgad", ”svart" eller ”brun". Svärtan har kallats svört på Gotland.